# Szajla
Szajla község Heves vármegye Pétervásárai járásában.

## Fekvése
A vármegye északnyugati részén helyezkedik el, Pétervásárától 12 kilométerre délre, a megyeszékhely Egertől 23 kilométerre északnyugatra.
Két különálló településrész alkotja: az ófalu a Tarna jobb, Szajla-Újfalu pedig másfél-két kilométerre északkeletre, a kis folyó bal parti oldalán. Utóbbi a szomszédos Terpessel teljesen összenőtt, ott található a község polgármesteri hivatala is.
A szomszédos települések: észak felől Terpes, északkelet felől Bükkszék, délkelet felől Sirok, délnyugat felől Recsk, északnyugat felől pedig Kisfüzes.

### Megközelítése
Csak közúton közelíthető meg: Sirok vagy Pétervására felől a 2412-es, Recsk felől a 24 122-es, Bükkszék felől pedig a 24 123-as úton (az ófalut ezek közül csak a 24 122-es út érinti).

## Története
Határában kunhalmokat találtak, majd a pilinyi kultúrához tartozó késő bronzkori urnatemetőt tártak itt fel.
A település nevét először 1329-ben említették Kethzayla, majd 1332-ben Zayla néven említették az oklevelek.
1329-ben a Baksa nemzetségbeli (de genere Boxa) Simon utódai osztoztak meg rajta. Kétszajla Dénes fia Gergelynek jutott.
1331-ben Károly Róbert király a Simon leszármazottainak birtoka közt fekvő Szajlát, mely az Aba nemzetségbeli Bodun fia Demeter és Verpeléti Nagy (Magnus) Leustach birtoka volt a cseh Chenyk vitéznek adta, de az 1331-es oklevelet 1334-ben István királyi jegyző már a maga részére átíratta.
1389-ben a siroki vár tartozéka és a Tari család birtoka volt, majd a Kompoltiaké lett. Azok fiúágának kihaltával 1522-ben elpusztult a falu is, majd 1564-ben kezdett újból benépesülni. 1570-ben Országh Borbála férjéé, enyingi Török Ferencé lett, majd 1606-ban Török Zsuzsanna férjének, Nyáry Pálnak a birtokába került.
1596 után elnéptelenedett, de a 17. század elején újra benépesült, később a felszabadító harcokat is átvészelte. 1669-ben 4 jobbágy (Kovács, Bencsik, Palócz, Pap) lakott a faluban. A Rákóczi-szabadságharc idején ők Sirokaljára menekültek, és Szajla 1741-ig megint néptelen maradt.
A 18. században földesurai a Nyáry örökösök voltak. Betelepítése Nógrád vármegyei családokkal (Gyetvai, Tóth, Juhász, Zvara, Mátyás, Zubák, Csísz) történt. Terpesről is költöztek át ide telepesek, akik között szlovákok is voltak, akik hamar elmagyarosodtak. Az 1771-es úrbérrendezéskor 38 telkes jobbágy (31 1/8 telek) és 15 házas zsellér lakta a falut. 1836-ban 50 telkes jobbágyot (28 telek) és 40 házas zsellért, valamint 19 házatlan zsellért írtak össze.
A község pecsétje: kalász, csoroszlya, ekevas; körirata: Szajlai pecsét 1753. A falu 1895-től a terpesi anyakönyvi kerülethez tartozott, 1951-től önálló volt 1973-ig, amikor is újból Terpeshez került. 1950-ig körjegyzőség székhelye, majd 1950–1957 között a Terpessel közös tanács székhelye lett. 1957–1972 között önálló tanáccsal rendelkezett, 1972-től 1990-ig ismét Terpessel volt közös tanácsa, de ekkor a másik község volt a székhely.
1841-től gróf Károlyi György vásárolta meg a birtokjogot, s így 1920-ig a Károlyi család tulajdona volt. 1900-ban a már 140 házat számláló község legnagyobb része leégett. Az első világháborúban 110-en harcoltak a falu lakosságából, közülük 12-en vesztették életüket. A 20. század első felében a Mátra hegység alatt, a Dolina völgyben elterülő kisközség a pétervásárai járáshoz tartozott.
200 lakóháza legnagyobb részt vályogból készült. A 863 főből álló lakosság mind magyar anyanyelvű, egy református és egy görögkatolikus kivételével római katolikusok voltak. Fiókegyházuk ezen időszakban a siroki plébániához tartozott.
A faluban római katolikus népiskola működött általános továbbképzővel, amelyben két tanító oktatott. Foglalkozási ágak szerint 749-en éltek őstermelésből: önálló gazda 141, 430 eltartottal. Mezőgazdasági cseléd 18, mezőgazdasági munkás 160, bányász 7, iparos 66, közlekedési és közszolgálati alkalmazott 13, egyéb foglalkozású 20 személy volt a településen. A község területe 1519 kat. holdat tett ki, művelési ágak szerint: szántó 787, rét 3044, legelő 213, erdő 92, kert 34, terméketlen terület 74 kh. Birtokmegoszlása aránylag elég jónak mondható: a 184 birtok közül két középbirtok 437 hold, 78 kisbirtok 874 hold és 104 törpebirtok 209 kat. hold kiterjedéssel (20 holdon felüli birtokkal öten rendelkeztek).
1990-ben független polgármester vezette önkormányzat alakult, ugyanígy 1994-ben is.

## Közélete

### Polgármesterei
- 1990–1994: Horuczi Flórián (független)[3]
- 1994–1998: Vahalcsik István (független)[4]
- 1998–2002: Vahalcsik István (független)[5]
- 2002–2006: Vincze Imre Istvánné (független)[6]
- 2006–2010: Vincze Imre Istvánné (független)[7]
- 2010–2014: Vincze Imre Istvánné (független)[8]
- 2014–2019: Vincze Imre Istvánné (független)[9]
- 2019–2024: Juhász Pál (független)[10]
- 2024– : Juhász Pál (független)[1]

## Népesség
A település népességének változása:
| Lakosok száma | 570  | 550  | 548  | 564  | 582  | 592  | 601  |
|               | 2013 | 2014 | 2015 | 2021 | 2022 | 2023 | 2024 |

A pétervásárai statisztikai kistérségben lévő kistelepülés lakossága a központi belterületen (44%) vagy az Újtelepen (56% ) lakik. A falu lélekszáma 1960 óta csökken. Az ófalusi részen lakik a roma népesség többsége.
2001-ben a település lakosságának 95%-a magyar, 5%-a cigány nemzetiségűnek vallotta magát.
A 2011-es népszámlálás során a lakosok 87,3%-a magyarnak, 22,1% cigánynak, 0,2% németnek, 0,3% románnak, 0,2% szlováknak mondta magát (12,7% nem nyilatkozott; a kettős identitások miatt a végösszeg nagyobb lehet 100%-nál). A vallási megoszlás a következő volt: római katolikus 66,7%, református 1,7%, evangélikus 0,2%, felekezeten kívüli 5% (19,2% nem nyilatkozott).
2022-ben a lakosság 93,6%-a vallotta magát magyarnak, 29,9% cigánynak, 0,3-0,3% németnek, bolgárnak, szlováknak, románnak, 0,2-0,2% szlovénnek és görögnek, 1,9% egyéb, nem hazai nemzetiségűnek (6,4% nem nyilatkozott; a kettős identitások miatt a végösszeg nagyobb lehet 100%-nál). Vallásuk szerint 65,3% volt római katolikus, 1% református, 0,5% görög katolikus, 2,9% egyéb keresztény, 1,5% egyéb katolikus, 6,5% felekezeten kívüli (22,2% nem válaszolt).

## Nevezetességei
- Attila-domb: a helyi legenda szerint[14] a domb alatt van eltemetve Attila, a nagy hun király.
- Római katolikus templom. Szent Kereszt felmagasztalására felszentelt, késő barokk stílusú.

## Itt született
- 1943. február 15-én Oravecz Imre Kossuth-díjas költő, műfordító.